# Friedensburg
Friedensburg és una concentració de població designada pel cens dels Estats Units a l'estat de Pennsilvània. Segons el cens del 2000 tenia 828 habitants.

## Demografia
Segons el cens del 2000, Friedensburg tenia 828 habitants, 375 habitatges, i 241 famílies. La densitat de població era de 203,6 habitants per quilòmetre quadrat.
Dels 375 habitatges en un 23,2% hi vivien nens de menys de 18 anys, en un 50,7% hi vivien parelles casades, en un 8,5% dones solteres, i en un 35,7% no eren unitats familiars. En el 31,5% dels habitatges hi vivien persones soles el 16% de les quals corresponia a persones de 65 anys o més que vivien soles. El nombre mitjà de persones vivint en cada habitatge era de 2,21 i el nombre mitjà de persones que vivien en cada família era de 2,7.
Per edats la població es repartia de la següent manera: un 19,8% tenia menys de 18 anys, un 5,6% entre 18 i 24, un 29,1% entre 25 i 44, un 25,4% de 45 a 60 i un 20,2% 65 anys o més.
L'edat mediana era de 42 anys. Per cada 100 dones de 18 o més anys hi havia 97 homes.
La renda mediana per habitatge era de 33.625 $ i la renda mediana per família de 48.750 $. Els homes tenien una renda mediana de 28.173 $ mentre que les dones 25.714 $. La renda per capita de la població era de 19.039 $. Cap de les famílies i el 4% de la població estaven per davall del llindar de pobresa.

## Poblacions més properes
El següent diagrama mostra les poblacions més properes.